# María Vázquez (modelo)
María Vázquez Amsler (Buenos Aires, 1 de diciembre de 1974) es una modelo, conductora y empresaria argentina.

## Biografía
Hija del exembajador ya fallecido Jorge Vázquez, vivió mucho tiempo en Nueva York, Estados Unidos, donde estudió en el Marymount School, del cual egresó con un puntaje sobresaliente. A los 17 años volvió a Buenos Aires Argentina. Comenzó a estudiar Ciencias Políticas y se internó plenamente en el mundo de las pasarelas y producciones fotográficas. Es así como llegó a su primera gran campaña publicitaria (Taverniti Jeans), en la cual se consolidó como una de las chicas top del país.

## Carrera
Entre otras empresas fue la cara de By Deep, Class Life, Sol y Oro y Stéphanie. Fue la última conductora de El Rayo, en 2001, un magazine semanal por América 2, e integró el personal de Ricardo Piñeiro. En 2004 conduce el programa Si02, por la pantalla de Much Music. Más tarde lanzó su propia marca de ropa, La Adolfina Polo Style. En 2006 fue una de las figuras de Bailando por un sueño 3, llegando a ser una de las cuatro finalistas. En 2012 vuelve a ser una de las figuras y participantes de dicho ciclo.

## Vida personal
Se encuentra casada con el polista Adolfo Cambiaso con el que tiene tres hijos.

## Programas de televisión
| Año  | Título                | Canal      | Rol                                                                                |
| ---- | --------------------- | ---------- | ---------------------------------------------------------------------------------- |
| 2001 | El Rayo               | América TV | Conductora                                                                         |
| 2004 | Si02                  | Much Music | Conductora                                                                         |
| 2006 | Bailando por un sueño | El Trece   | Participante/Subcampeona                                                           |
| 2012 | Bailando 2012         | El Trece   | Participante 15.ª Pareja Eliminada                                                 |
| 2016 | Bailando 2016         | El Trece   | Jurado (Reemplazo de Moria Casán)                                                  |
| 2017 | Bailando 2017         | El Trece   | Participación especial en el Cuarteto en Trío con Federico Bal y Laurita Fernández |
| 2018 | Bailando 2018         | El Trece   | Participación especial en la Salsa en Trío con Flavio Mendoza y Belén Pouchán      |
| 2019 | Pampita Online        | Net TV     | Conductora de reemplazo                                                            |

## Campañas Publicitarias
| Año       | Marca           |
| --------- | --------------- |
| 1993      | Taverniti Jeans |
| 1994-1995 | By Deep         |
| 1995-1997 | Class Life      |
| 1998-2000 | Sol             |
| 2001-2004 | Oro y Stéphanie |